# Antonio Ricaurte
Antonio Clemente José María Bernabé Ricaurte y Lozano de Peralta (Villa de Leyva, 10 de junio de 1786-San Mateo, 25 de marzo de 1814) apodado “El Chispero” o “El héroe de San Mateo” , fue un militar del Ejército de las Provincias Unidas de Nueva Granada que, con el rango de capitán, tuvo una destacada actuación en las guerras de independencia, de los territorios que ahora constituyen las repúblicas de Colombia y Venezuela.

## Biografía
Ricaurte nació el 10 de junio de 1786 en la Villa de Leyva (o Villa de Leiva, en la actual Colombia). Era hijo de Esteban Ricaurte Mauris y de María Clemencia Lozano Manrique, quien a su vez, era hija de Jorge Miguel Lozano, Marqués de San Jorge, y sobrino del Presidente Jorge Tadeo Lozano. Estudió en el Colegio Mayor de San Bartolomé entre 1799 y 1804, contrajo matrimonio con Juana Martínez Camacho, sobrina del prócer Joaquín Camacho, de Tunja, quien le ayudó a entrar en la burocracia virreinal con el cargo de escribano de cámara.

### La guerra de Independencia
Participó en los hechos del 20 de julio de 1810, como criollo rebelde contra el régimen español. Los jefes revolucionarios le encomendaron la vigilancia del virrey Antonio Amar y Borbón en el Tribunal de Cuentas. Cuando se organizaron las armas de mis patriotas, Ricaurte fue incorporado al batallón de infantería de Guardias Nacionales, con el grado de teniente.

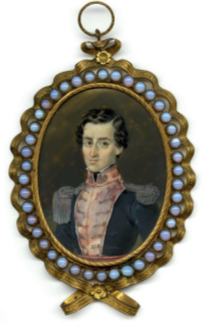
Antonio Ricaurte por José María Espinosa. 1830. Miniatura (acuarela-marfil). 8 x 6.1 cm. Museo Nacional de Colombia

En los años iniciales de la Provincias Unidas de la Nueva Granada, cuando se presentó la división partidista entre centralistas y federalistas, Ricaurte apoyó al precursor Antonio Nariño y a los partidarios del centralismo y participó así en la primera guerra civil granadina. Intervino en los combates del Alto de la Virgen en Ventaquemada en donde sus tropas fueron derrotadas el 2 de diciembre de 1812 y posteriormente en el de San Victorino en Santafé el 9 de enero de 1813 que culminó con el triunfo de los centralistas. 
En 1813 se alistó en la expedición del ejército neogranadino que se organizó, a solicitud del entonces brigadier Simón Bolívar, para luchar por la libertad de Venezuela, en la expedición que ha sido denominada Campaña Admirable (1813), apenas compuesta inicialmente por 300 hombres, a los que fueron uniéndose muchos más a medida que avanzaban, hasta entrar triunfalmente en Caracas. En este primer Ejército Libertador de neogranadinos y venezolanos se destacó en los combates de La Grita (13 de abril), Carache (19 de junio), Niquitao (2 de julio), Taguanes (31 de julio) y otros.

## Muerte

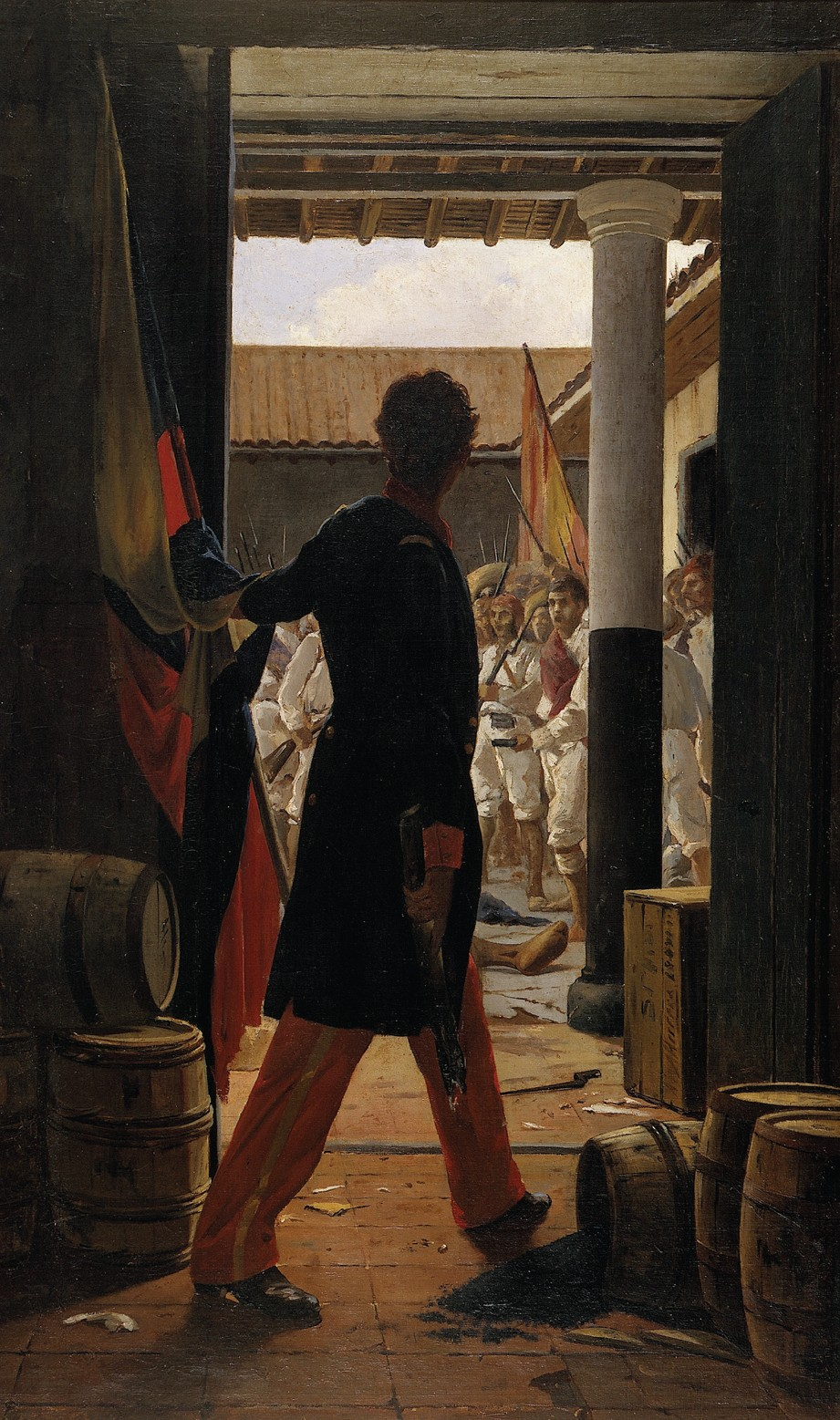
«Ricaurte en San Mateo», cuadro de Antonio Herrera Toro.

A partir de febrero de 1814 se produjo una serie de encuentros entre patriotas y realistas en un área que comprende desde el lago de Valencia hasta San Mateo, es decir, en lo que se conoce como los valles de Aragua. En la casa alta de la hacienda San Mateo, propiedad de Simón Bolívar, se ubicó el parque cuya custodia fue encomendada al capitán Antonio Ricaurte y a una pequeña tropa de 50 soldados. Durante el ataque realista, Francisco Tomás Morales se apoderó del Ingenio Bolívar, y al mismo tiempo, una de sus columnas, bajando por la fila de Los Cucharos tomó la «casa alta». No fue capturado el parque por dicha columna porque lo impidió su custodio, el capitán Antonio Ricaurte, quien, al ver tropas realistas en condiciones de apoderarse de aquel depósito, prendió fuego a la pólvora y lo hizo volar el 25 de marzo de 1814, con lo cual pereció él y aquellos que se hallaban dentro del recinto. Bolívar aprovechó el desorden momentáneo que se produjo entre los atacantes y lanzó un contraataque.
En su obra el Diario de Bucaramanga de 1828, el general Luis Perú de Lacroix describe que Simón Bolívar fue quien inventó el mito sobre su muerte. Según aparece el 5 de junio del diario,  Ricaurte murió de un balazo y un lanzazo cuando se retiraba de San Mateo, según palabras del mismo Bolívar. 

"Ricaute, otro militar granadino, figura en la historia como un martir voluntario de la libertad; como un heroe que sacrifico su vida p'a salvar la de sus compañeros, y sembrar el espanto en medio de sus enemigos; pero su muerte no fue como aparece: no se hizo saltar con un barril de pólvora en la casa de San Mateo, que había defendido con valor: yo soy el autor del cuento; lo hize p'a. entusiasmar mis soldados, p'a. atemorizar á los enemigos y dar la mas alta idea de los militares granadinos. Ricaute murió el 25 de Mzo. del año 14, en la bajada de San Mateo retirandose con los suyos; murio de un balazo y un lanzazo, y lo encontré en dha. bajada tendido boca ahajo, ya muerto y las espaldas quemadas por el sol”.
Luis Perú de Lacroix - Diario de Bucaramanga

## Homenajes

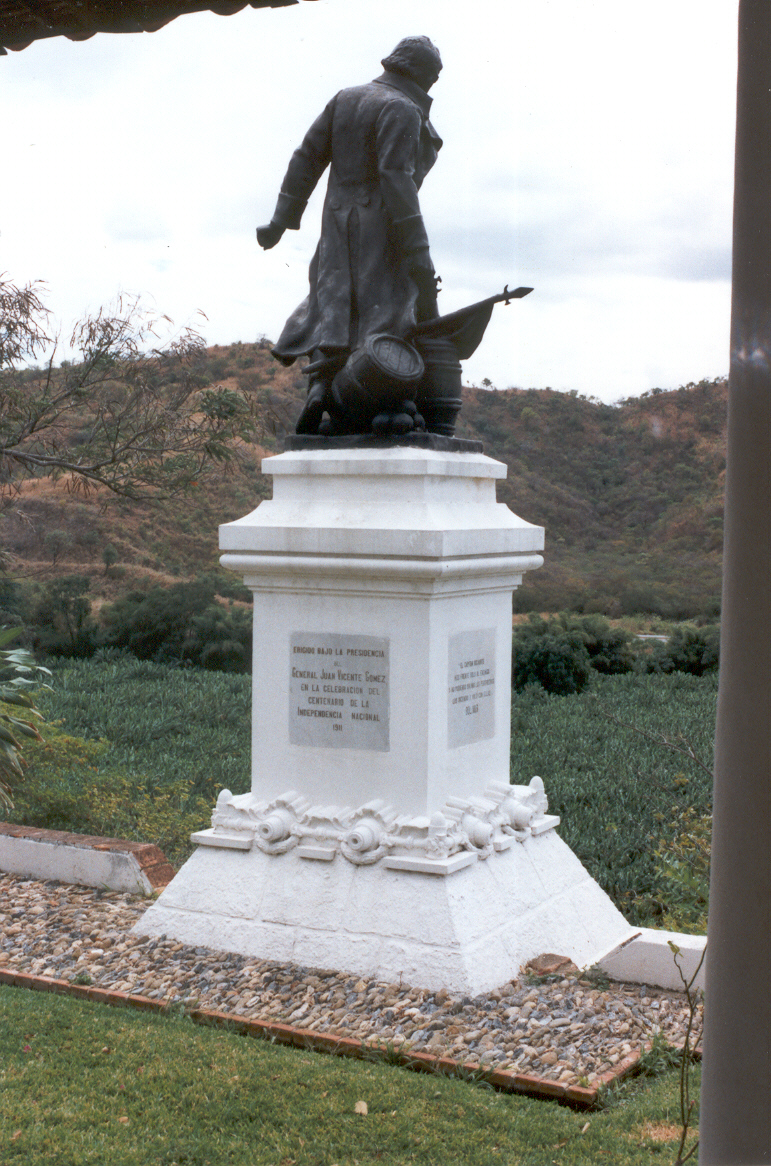
Estatua de Ricaurte en San Mateo erigida en 1911, año centenario de la Independencia de Venezuela, obra del escultor Lorenzo González

.

Estatua en Villa de Leyva, donde nació Ricaurte.

- En homenaje a este prócer la XI estrofa del himno nacional de Colombia dice: Ricaurte en San Mateo en átomos volando deber antes que vida con llamas escribió, y en el himno del estado Aragua dice en la tercera estrofa: En el campo sangriento de Marte / libertad a la patria ofrendó / la proeza inmortal de Ricaurte, / que en tierra aragüeña su Olimpo encontró.
- También en homenaje a este prócer el batallón de infantería número 14 del ejército colombiano, acantonado en la ciudad de Bucaramanga, Colombia, lleva su nombre.
- En la población de San Mateo, en Venezuela, La Guardia Nacional Bolivariana tiene un instituto militar en la zona; llamado Instituto Militar Universitario de Tecnología Cap. Antonio Ricaurte en honor a este prócer. Un homenaje más, es el destacado en el Batallón de Artillería N.º 8 del ejército colombiano, apostado en la ciudad de Pereira, Colombia, cuyo nombre es «Batalla de San Mateo».
- En Upata, Estado Bolívar, (Venezuela) una de sus calles más importantes se llama Calle Ricaurte. Lo mismo sucede en otras muchas ciudades. El Museo Histórico Militar Antonio Ricaurte, en la casa alta del Ingenio Bolívar en San Mateo, Estado Aragua (Venezuela) también le rinde un homenaje con su nombre. En el estado Cojedes existe el municipio Ricaurte, cuya capital es Libertad.
- Y además se elevó a parroquia a la población de Santa Cruz de Mara denominándola con el nombre del prócer Ricaurte en el Municipio Mara del Estado Zulia en Venezuela. E en Güigüe hay un liceo en su nombre U.E. Antonio Ricaurte ubicada en inavi.
- En el departamento de Cundinamarca, Colombia la población de Ricaurte lleva su nombre.
- En Colombia, la fábrica de explosivos de la industria militar lleva el nombre de Antonio Ricaurte